# 泰爾焦拉

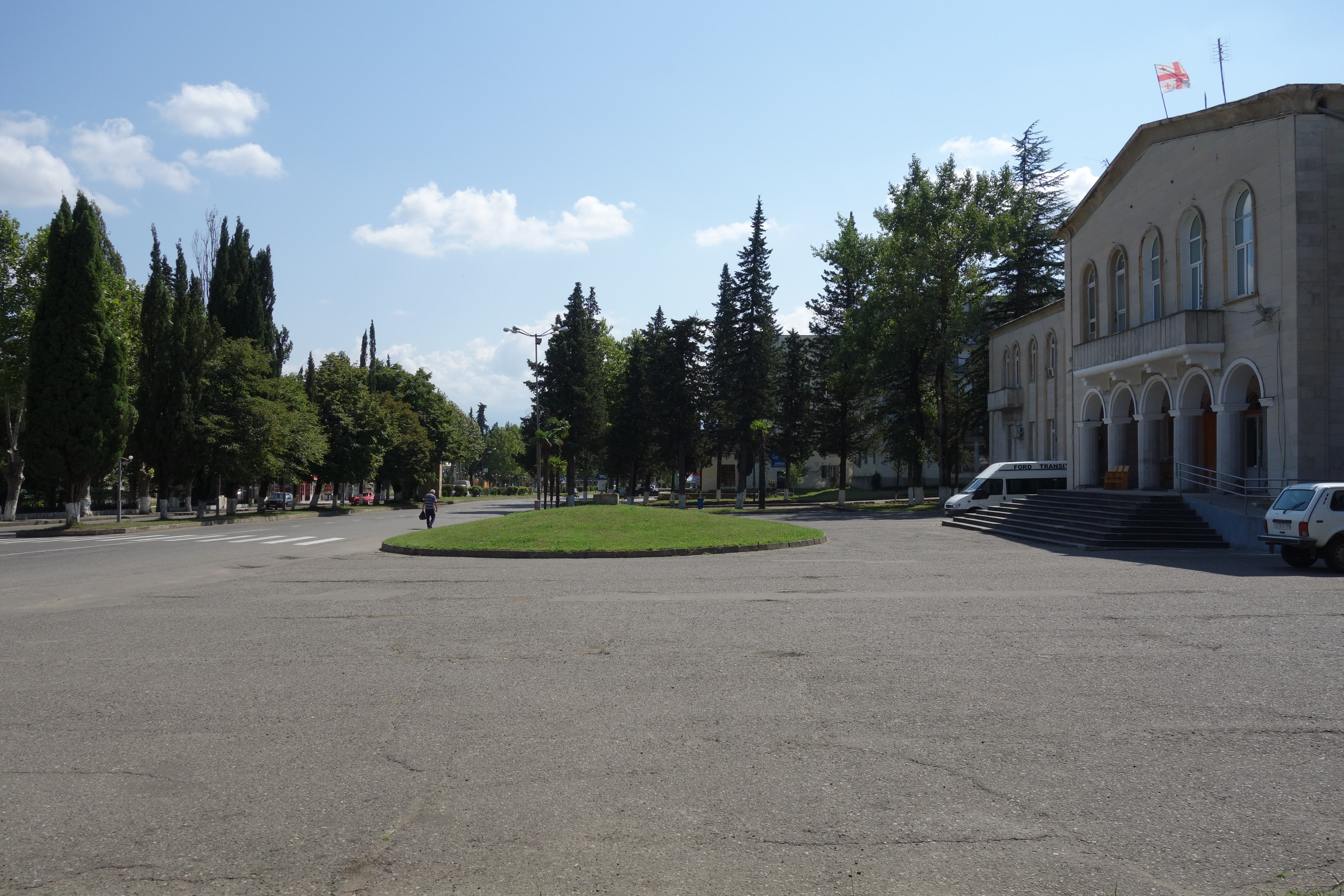
泰爾焦拉

泰爾焦拉是格魯吉亞西部伊梅雷蒂大区泰爾焦拉市鎮的城鎮及其行政中心。位於伊梅雷蒂低地、奇卡拉河右岸、第比利斯—澤斯塔波尼高速公路上，首都第比利斯西北190公里处，距離澤斯塔波尼15公里。海拔高度170米，2014年人口4,644。